# Iporã
Iporã ist ein brasilianisches Munizip im Nordwesten des Bundesstaats Paraná. Es hat 15.746 Einwohner (2022), die sich Iporãenser nennen. Seine Fläche beträgt 648 km². Es liegt 373 Meter über dem Meeresspiegel.

## Etymologie
Der Name kommt aus dem Tupi-Guaraní. Er bedeutet Schöner Bach und bringt die Qualität der Bäche und Flüsse in dieser Gegend zum Ausdruck: y = Wasser, Bach, Fluss und porã = schön.

## Geschichte

### Besiedlung
Die Immobiliengesellschaft Noroeste do Paraná Limitada, spätere SinopTerras Ltda. der Kolonisatoren Enio Pipino und João Pedro Moreira de Carvalho plante und erschloss die Gleba Atlântida, wo sich heute der Hauptort des Munizips befindet.
Die ersten Pioniere waren Toshio Uchiyama, Francisco Vieira Marques, Rodolfo und Augusto Hering, José Aparecido de Oliveira, Arlindo Pereira da Silva, Waldomiro Vieira Marques und Augusto Rodrigues Gonçalves.

### Erhebung zum Munizip
Iporã wurde durch das Staatsgesetz Nr. 4245 vom 25. Juli 1960 aus Cruzeiro do Oeste ausgegliedert und in den Rang eines Munizips erhoben. Es wurde am 15. November 1961 als Munizip installiert.

## Geografie

### Fläche und Lage
Iporã liegt auf dem Terceiro Planalto Paranaense (der Dritten oder Guarapuava-Hochebene von Paraná). Seine Fläche beträgt 648 km². Es liegt auf einer Höhe von 373 Metern.

### Geologie und Böden
Die Böden bestehen aus Caiuá-Sandstein (Arenito Caiuá). Es ist sandiges Land, das bis zur Besiedlung mit tropischem Urwald bedeckt war. Es ist weniger fruchtbar als die weiter östlich anzutreffenden Gebiete mit Terra-Roxa-Böden.

### Vegetation
Das Biom von Iporã ist Mata Atlântica.

### Klima
Das Klima ist tropisch. Es werden hohe Niederschlagsmengen verzeichnet (1606 mm pro Jahr). Die Klimaklassifikation nach Köppen und Geiger lautet Af. Im Jahresdurchschnitt liegt die Temperatur bei 22,8 °C.

### Gewässer
Iporã liegt im Einzugsgebiet des Rio Piquiri. Dieser berührt das Munizipgebiet an seiner südlichen und an seiner westlichen Grenze. Der Rio Xambré fließt von Ost nach West zunächst an der nördlichen Grenze entlang und dann mitten durch das Munizip, bis er von rechts in den Piquirí mündet, 15 Kilometer oberhalb von dessen Mündung in den Paraná. Südlich des Rio Xambré durchfließt parallel zu ihm der Ribeirão Jangada das Munizip. Im Süden des Munizips münden der Ribeirão Iporã und der Córrego Água do Areal von rechts in den Rio Piquiri.

### Straßen
Iporã ist über die BR-272 mit Guaíra verbunden. Über die PR-323 kommt man im Nordosten nach Umuarama. Die PR-490  führt nach Nordwesten nach Altônia.

### Nachbarmunizipien
| Altônia         | Pérola                                      | Cafezal do Sul     |
| Francisco Alves | Kompassrose, die auf Nachbargemeinden zeigt | Alto Piquiri       |
| Terra Roxa      | Palotina e Assis Chateaubriand              | Brasilândia do Sul |

## Stadtverwaltung
Bürgermeister: Sergio Luiz Borges, PSDB (2021–2024)
Vizebürgermeisterin: Silvania Cristina Pissinati, PTB (2021–2024)

## Demografie

### Bevölkerungsentwicklung
| Jahr | Einwohner | Stadt | Land |
| ---- | --------- | ----- | ---- |
| 1970 | 72.115    | 18 %  | 82 % |
| 1980 | 37.570    | 36 %  | 64 % |
| 1991 | 26.032    | 59 %  | 41 % |
| 2000 | 16.445    | 70 %  | 30 % |
| 2010 | 14.981    | 79 %  | 21 % |
| 2022 | 15.746    |       |      |

Quelle: IBGE (2011) und Volkszählung 2022

### Ethnische Zusammensetzung
| Gruppe * | 1991    | 2000    | 2010    | wer sich als …                                                                   |
| --- | ------- | ------- | ------- | -------------------------------------------------------------------------------- |
| Weiße | 56,8 %  | 76,9 %  | 56,9 %  | weiß bezeichnet                                                                  |
| Schwarze | 2,3 %   | 3,6 %   | 2,2 %   | schwarz bezeichnet                                                               |
| Gelbe | 0,3 %   | 0,7 %   | 1,2 %   | von fernöstlicher Herkunft wie japanisch, chinesisch, koreanisch etc. bezeichnet |
| Braune | 40,5 %  | 18,6 %  | 39,6 %  | braun oder als Mischung aus mehreren Gruppen bezeichnet                          |
| Indigene | 0,0 %   | 0,0 %   | 0,0 %   | Ureinwohner oder Indio bezeichnet                                                |
| ohne Angabe | 0,0 %   | 0,2 %   | 0,0 %   |                                                                                  |
| Gesamt | 100,0 % | 100,0 % | 100,0 % |                                                                                  |
| *) Das IBGE verwendet für Volkszählungen ausschließlich diese fünf Gruppen. Es verzichtet bewusst auf Erläuterungen. Die Zugehörigkeit wird vom Einwohner selbst festgelegt. |         |         |         |                                                                                  |

Quelle: IBGE (Stand: 1991, 2000 und 2010)